# Cuité (kommun)
Cuité är en kommun i Brasilien.   Den ligger i delstaten Paraíba, i den östra delen av landet, 1 700 km nordost om huvudstaden Brasília. Antalet invånare är 19 950.
Följande samhällen finns i Cuité:
- Cuité

Omgivningarna runt Cuité är huvudsakligen savann. Runt Cuité är det glesbefolkat, med 8 invånare per kvadratkilometer.